# Роман Влад
Роман Влад (Roman Vlad; *29 грудня 1919, Чернівці — †21 вересня 2013, Рим) — італійський композитор, піаніст і музикознавець румунського походження.

## Біографія
Навчався у Чернівецькій консерваторії у Тітуса Тарнавського та Лівіу Руссу.
1938 — виїхав до Риму на навчання.
1942 — закінчив Національну музичну академію Санта-Чечілія (Рим) під керівництвом Альфредо Казеллі.
1943 — отримав премію Джордже Енеску (Румунія) як композитор.
1951 — отримав громадянство Італії.
1955–1958, 1966–1972 — художній керівник Римської філармонії (з 1994 р. був її президентом)
1968–1972 — художній директор Міського театру у Флоренції
1973–1989 — очолював Оркестр Туринського радіо
Був директором театру La Scala (Мілан), суперінтендантом Римсього оперного театру, президентом Італійського товариства сучасної музики (1960-ті рр.), членом ради директорів Національної музичної академії Санта-Чечілія, музичним консультантом телерадіокомпанії RAI-3, фестивалів у Равенні та Сполето.
Серед його музичних творів — Сюїта з Різдвяних співів Трансильванії, концерти для фортепіано, гітари, арфи з оркестром (всі три програмні), 4 балети, камерні та вокальні твори.
Автор монографій про Луїджі Даллапіккола (1957) та Стравінського (1958), «Історії додекафонії» (1958), а також популярних книжок «Історія 12 тонів музики» (1958), «Введення в музичну цивілізацію» (Introduzione alla civiltà musicale; 1988) та «Розуміти музику» (Capire la musica; 1989).
Автор музики до 54 кінофільмів, зокрема, до фильму Рене Клера «Краса диявола» (1949).
Володів 9 мовами (в тому числі українською).
Батько італійського композитора Алессіо Влада (автора музики до вистави «Я згадую… Амаркорд»; Національний академічний театр ім. І.Франка, 2008)

## До яких фільмів написав музику
- 1947 — Євгенія Гранде (Eugenia Grandet)
- 1948 — Втрачений рай (Il Paradiso perduto)
- 1948 — Романтики у ВенеціяВенеції (Romantici a Venezia)
- 1949 — Монастир Санта-К'яра (Monastero di Santa Chiara)
- 1949 — Біля стін Малапаги (Le Mura di Malapaga)
- 1949 — La Sposa non può attendere
- 1949 — I Fratelli miracolosi
- 1949 — Donne senza nome
- 1949 — Краса диявола (La Beauté du diable)
- 1950 — Серпнева неділя (Domenica d'agosto)
- 1950 — Останні дні Помпеї (Gli Ultimi giorni di Pompei)
- 1951 — Три кроки на північ (Three Steps North)
- 1951 — Париж завжди Париж (Parigi è sempre Parigi)
- 1951 — Incantesimo tragico
- 1952 — Леонардо да Вінчі (Leonardo da Vinci)
- 1952 — Я вибрав кохання
- 1953 — La Cavallina storna
- 1954 — Destinées
- 1954 — Пан Ріпуа (Monsieur Ripois)
- 1954 — Джульєта і Ромео (Romeo and Juliet)
- 1954 — Camilla
- 1954 — I Tre ladri
- 1955 — Немає більшого кохання (Non c'è amore più grande)
- 1955 — Il Padrone sono me…
- 1956 — Дядько Гіацинт (Mi tío Jacinto)
- 1956 — I Giorni più belli
- 1956 — Кін (Kean)
- 1956 — Lauta mancia
- 1957 — Вампіри (I Vampiri)
- 1957 — I Sogni nel cassetto
- 1958 — Виклик (La Sfida)
- 1958 — Життя (Une vie)
- 1959 — Закон (La Legge)
- 1959 — Пекло в місті / (Nella città l'inferno)
- 1959 — Il Figlio del corsaro rosso
- 1959 — Калтікі, безсмертний монстр (Caltiki — il mostro immortale)
- 1959 — Geheimaktion schwarze Kapelle
- 1959 — Фієста в Памплоні (Fiesta en Pamplona)
- 1960 — Die Herrin der Welt — Teil I
- 1960 — Die Herrin der Welt — Teil II
- 1960 — Ursus
- 1960 — La Encrucijada
- 1960 — Mobby Jackson
- 1961 — Un Figlio d'oggi
- 1961 — Дівчина у вітрині (La Ragazza in vetrina)
- 1962 — Гіпноз (Ipnosi)
- 1962 — Жахливий секрет доктора Хічкока]] (L'Orribile segreto del Dr. Hichcock)
- 1963 — Lo Spettro
- 1964 — Контросессо (Controsesso)
- 1966 — La Sublima fatica
- 1968 — La Fantarca (ТБ)
- 1971 — Спеціальні ефекти (Effetti speciali) (ТБ)
- 1971 — Життя Леонардо да Вінчі (La Vita di Leonardo Da Vinci) (ТБ)
- 1988 — Молодий Тосканіні (Il Giovane Toscanini)